# Nick Waterhouse
Pour les articles homonymes, voir Waterhouse.
 (janvier 2013).
Si vous disposez d'ouvrages ou d'articles de référence ou si vous connaissez des sites web de qualité traitant du thème abordé ici, merci de compléter l'article en donnant les références utiles à sa vérifiabilité et en les liant à la section « Notes et références ».
Nick Waterhouse né le 8 février 1986 à Santa Ana (Californie) est un chanteur, compositeur et producteur américain de Los Angeles (Californie) de rhythm and blues, jazz, de soul.

## Jeunesse
Waterhouse est né à Santa Ana (Californie). Il a grandi à Huntington Beach, en Californie. Fils d'un pompier et d'une vendeuse, il a commencé à jouer de la guitare à 12 ans. Adolescent, il a été influencé par le punk rock, le rock indépendant, Jesse Colin Young ou encore Johnny "Guitar" Watson.

## Influences
Les références de Nick Waterhouse sont multiples : elles sont aussi bien musicales que littéraires et cinématographiques.
En musique, il cite souvent Van Morrison comme influence essentielle, et plus particulièrement l'album Astral Weeks . Il avoue que Gloria (à l'époque où Van Morrison faisait partie du groupe Them) est une des chansons qu'il a le plus écoutée. Il se dit très attiré par la musique des années 1950/60, comme les Beach Boys ou Johnny Guitar Watson.
En littérature, il apprécie principalement les auteurs T.S. Eliot, Ralph Ellison ou Colin Wilson.
Au cinéma, ses films préférés sont Tirez sur le pianiste de François Truffaut, ainsi que Chinatown de Roman Polanski. Il s'intéresse au cinéma européen et particulièrement à la Nouvelle Vague (notamment Jean-Luc Godard), mais n'oublie pas pour autant le cinéma américain avec American Graffiti de George Lucas ou The Last Picture Show de Peter Bogdanovich.

## Carrière musicale
Il a commencé sa carrière en créant le groupe Intelligista (2002-2003), dont il était le chanteur et le guitariste. Ce groupe a fait la première partie des Cold War Kids.
En 2010, il enregistre son premier single Some Place dans un studio appelé The Distillery Studio à Costa Mesa, en Californie.
À partir de 2010, pour ses concerts, il s'entoure de The Tarrots, un groupe composé de cinq musiciens et de The Naturelles, un trio de chanteuses.
En mars 2011, il signe avec le label Innovative Leisure.
En 2012, il part en tournée en Amérique du Nord avec ses groupes et prend aussi le temps de produire le premier album des Allah-Las. En mars 2012, il sort son premier album Time's all gone, enregistré entièrement en analogique, sans ordinateur. S'ensuit une tournée aux États-Unis et en Europe.

## Discographie

### Albums
- 2012 - Time's All Gone - Innovative Leisure
- 2014 - Holly - Innovative Leisure
- 2016 - Never Twice - Innovative Leisure
- 2019 - Nick Waterhouse - Innovative Leisure
- 2021 - Promenade Blue - Innovative Leisure
- 2023 - The Fooler - Innovative Leisure

### Producteur
- 2012 - Allah-Las - Allah-Las - Innovative Leisure